# Makovica
Makovica – szczyt górski w Górach Tokajsko-Slańskich we wschodniej Słowacji. 981 m n.p.m. Zalesiony. Na szczycie krzyż. 
Na szczyt prowadzi droga ze wsi Kecerovce ze szlakiem rowerowym. Przez szczyt biegnie szlak czerwony Ruská Nová Ves – Tri Chotáre – Przełęcz Hanuszowska – Čierna hora – przełęcz Červená mlaka – przłęcz Grimov laz – Makovica – Mošník – Przełęcz Herlańska – Lazy – Przełęcz Slańska – Slanec.